# اليسيا موليك
اليسيا موليك (بالإنجليزية: Alicia Molik) (مواليد 27 يناير 1981 في أديليد)، هي لاعبة كرة مضرب أسترالية سابقة بدأت مسيرتها كمُحترفة عام 1996، اعتزلت اللعب في 2011. كما أنها إحدى بطلات الجراند سلام حيث فازت ببطولة أستراليا المفتوحة 2005 وبطولة دورة فرنسا المفتوحة 2007 ضمن منافسات زوجي السيدات. أعلى تصنيف لها في الفردي كان المركز الـ 8 في سنة 2005. سبق أن شاركت في دورة الألعاب الأولمبية الصيفية وفازت بميدالية أولمبية.

## بطولات حققتها
- دورة رولان غاروس الدولية
- بطولة أستراليا المفتوحة للتنس

## روابط خارجية
- اليسيا موليك على موقع رابطة محترفات التنس (الإنجليزية)
- اليسيا موليك على موقع الاتحاد الدولي لكرة المضرب (الإنجليزية)
- اليسيا موليك على موقع كأس بيلي جين كينغ (الإنجليزية)
- اليسيا موليك على موقع اتحاد التنس الأسترالي (الإنجليزية)
- اليسيا موليك على موقع خلاصة التنس.كوم (الإنجليزية)
- اليسيا موليك على موقع إي إس بي إن.كوم (الإنجليزية)
- اليسيا موليك على موقع اللجنة الأولمبية الدولية (الإنجليزية)
- اليسيا موليك على موقع أوليمبيديا (الإنجليزية)
- اليسيا موليك على موقع اللجنة الأولمبية الأسترالية (الإنجليزية)